# Nalácvád

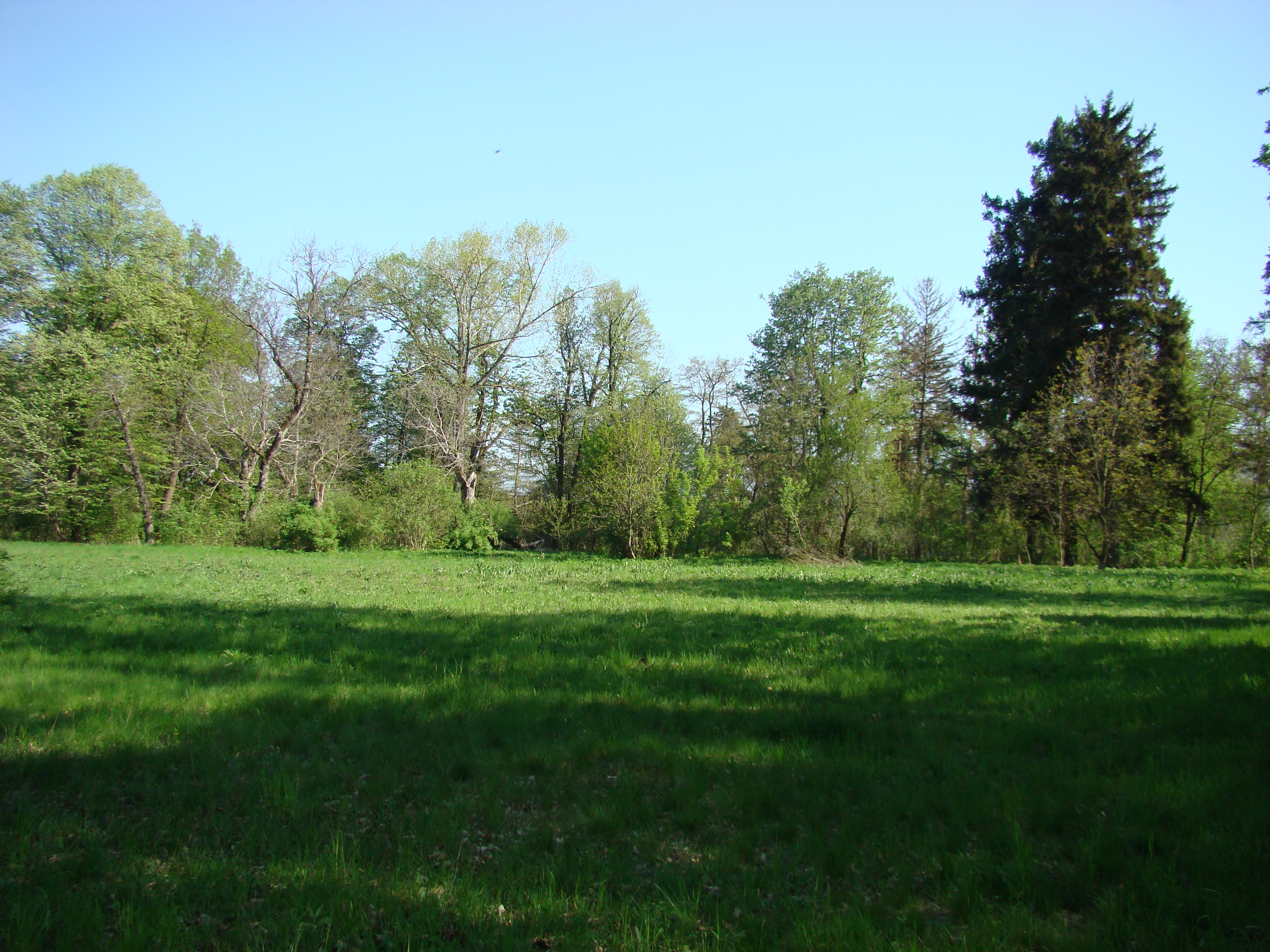
A kastély parkja

Nalácvád (románul: Nălațvad) falu Romániában, Erdélyben, Hunyad megyében.

## Nevének eredete
A Nalác név eredete ismeretlen, első említése 1451-ből való (Nalacz). A Vád helységnév alapja a 'gázló' jelentésű román vad szó (először Wad, 1444-ből).

## Fekvése
Hátszegtől három kilométerre délnyugatra, a Nagyvíz víztározójának partján fekszik.

## Népessége
- 1850-ben 247 lakosából 177 volt román, 55 cigány és 15 magyar nemzetiségű; 229 ortodox, 13 református, három görög és két római katolikus vallású.
- 1910-ben 265 lakosából 212 volt román és 45 magyar anyanyelvű; 211 ortodox, 29 református, 15 római és hét görögkatolikus vallású.
- 2002-ben 313 lakosából 268 volt román, 20 cigány, 12 ukrán, hét magyar és két német nemzetiségű; 173 ortodox, 91 baptista, 29 pünkösdi, 15 római katolikus és öt református.

## Története
Határában, a Livada nevű helyen egy 15. század végi vagy 16. század eleji cserépkályha maradványait ásták ki. Két Hátszeg vidéki román faluból, Nalácból és Vádból egyesült a 18. században – először 1760–62-ben szerepelt együtt (Nalácz Vád). A két falu azonban nem épült össze, Nalác a Nagyág bal, míg Vád a jobb oldalán fekszik és a kettőt csak a falutól nyugatra köti össze híd. Nalác református egyháza 1766-ban Hátszeg filiájaként szerepel és csak a rákosdi lelkész említi egy 1634-ből való följegyzésében, hogy régmúlt időkben önálló egyházközség lett volna. Nalácról vette nemesi előnevét a 17. században a Naláczi/Naláczy család. Hunyad vármegyéhez tartozott.

## Látnivalók
- A rossz állapotú Naláczy–Fáy-kastély a 19. században épült. 1941 és 1944 között ide internálták a Hátszeg vidéki zsidóság egy részét. A háború után tüdőgondozó működött benne.
- Egy 16. századi ortodox temploma romja. A templom egy négyszögletű szentélyből, egy 3,6 × 4,4 méteres hajóból állt, belsejében két pillérrel.[4]

## Híres emberek
- Itt született 1748-ban Naláczy József testőríró.

## Források

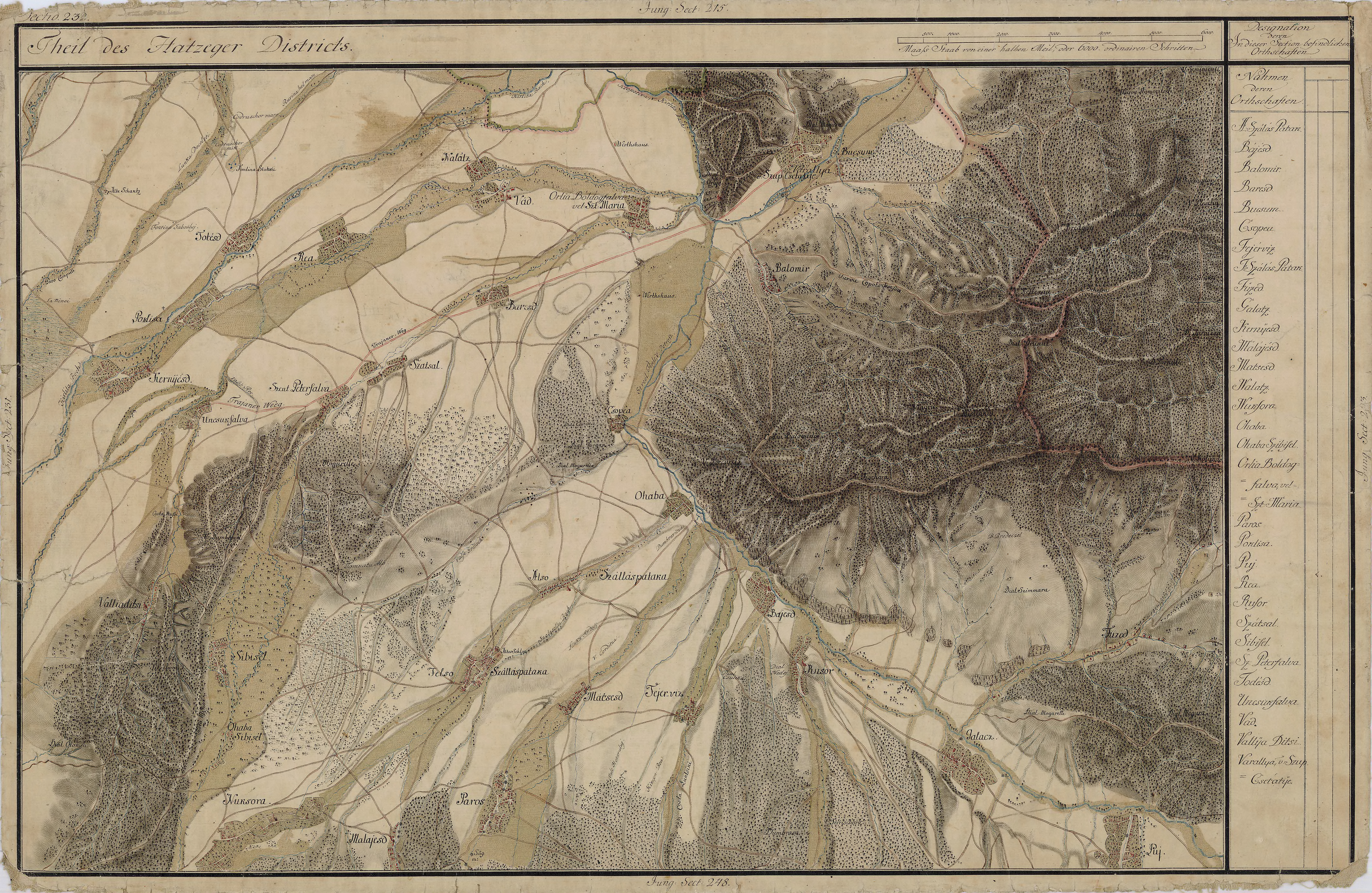
Nalác és Vád 1769-1773 körül